# Гуттман, Йозеф
Йозеф Гуттман (чеш. Josef Guttmann; известен под псевдонимом Петер Майер (нем. Peter Meyer); 23 мая 1902, Табор, Австро-Венгрия — 9 мая 1956, Нью-Йорк, США) — чехословацкий политик еврейского происхождения, деятель Коммунистической партии Чехословакии (КПЧ). Исключён из партии за критику Московских процессов, после чего эмигрировал в США, где работал радиожурналистом.
Один из первых в Чехословакии предпринял попытку классового анализа советского строя.

## Биография и политическая деятельность
Йозеф Гуттман родился в Таборе в еврейской семье Вилема Гуттмана и его супруги Гедвики (урождённой Робичковой). Окончил Высшую школу торговли в Праге, после чего работал банковским служащим. С юности придерживался радикальных левых взглядов: состоял в Международном объединении марксистских студентов и Комсомоле, а в 1921 году вступил в КПЧ.
Карьера Гуттмана в партии стремительно развивалась в конце 1920-х годов — в период её большевизации и идеологического подчинения линии КПСС и Коминтерна. В 1928 году он вошёл в Политбюро ЦК КПЧ, что подтвердил VI съезд партии (1931). До исключения в 1933 году занимал пост главного редактора газеты «Рудэ право».
В 1932 году КПЧ попыталась пересмотреть оценку социал-демократии в условиях роста нацистской угрозы в Германии, выступая за единый антифашистский фронт. Это противоречило курсу Коминтерна, где доминировала теория «социал-фашизма». Гуттман, второй по влиянию человек в партии после Клемента Готвальда, резко критиковал немецких коммунистов за срыв сотрудничества с социал-демократами. На XII пленум ИККИ (август-сентябрь 1932) это привело к конфликту с Вальтером Ульбрихтом («дело Гуттмана»).
В 1933 году Гуттман был исключён из КПЧ как «троцкист» и стал критиком сталинских репрессий. Вместе с Завишем Каландрой он опубликовал памфлеты «Разоблачённая тайна московского процесса» (1936) и «Второй московский процесс» (1937). В 1937—1938 годах они пытались издавать альтернативную коммунистическую прессу, но в 1939 году Гуттман эмигрировал в США, где до конца жизни работал на радио.
Гуттман также в частном порядке изучал еврейскую историю и геноцид армян в Турции, о котором он написал несколько статей, сравнивая с Холокостом. 

## Труды
- Základy Marxovy nauky hospodářské («Основы экономической теории Маркса»). — Прага: Komunistické nakl., 1925.
- Kdo jsou a co chtějí likvidátoři («Ликвидаторы: кто они и чего хотят»). — Гамбург-Берлин: Carl Hoym Nachf., 1929.
- Proč je pětiletka pro nás vzorem («Почему пятилетка — наш образец»). — Прага: K. Borecký, 1932.
- (совм. с З. Каландрой) Odhalené tajemství moskevského procesu («Раскрытая тайна московского процесса»). — Прага: самиздат, 1936.
- (совм. с З. Каландрой) Druhý moskevský proces («Второй московский процесс»). — Прага: самиздат, 1937.
- (под псевдонимом Peter Meyer) The Jews in the Soviet Satellites (совм. с B. Weinryb, E. Duschinsky, N. Sylvain). — Syracuse, 1953.